# Galdames
Galdames és un municipi de Biscaia situat a la comarca d'Encartaciones.